# Rineloricaria stewarti
Rineloricaria stewarti är en fiskart som först beskrevs av Eigenmann, 1909.  Rineloricaria stewarti ingår i släktet Rineloricaria och familjen Loricariidae. Inga underarter finns listade i Catalogue of Life.